# Cisnădie

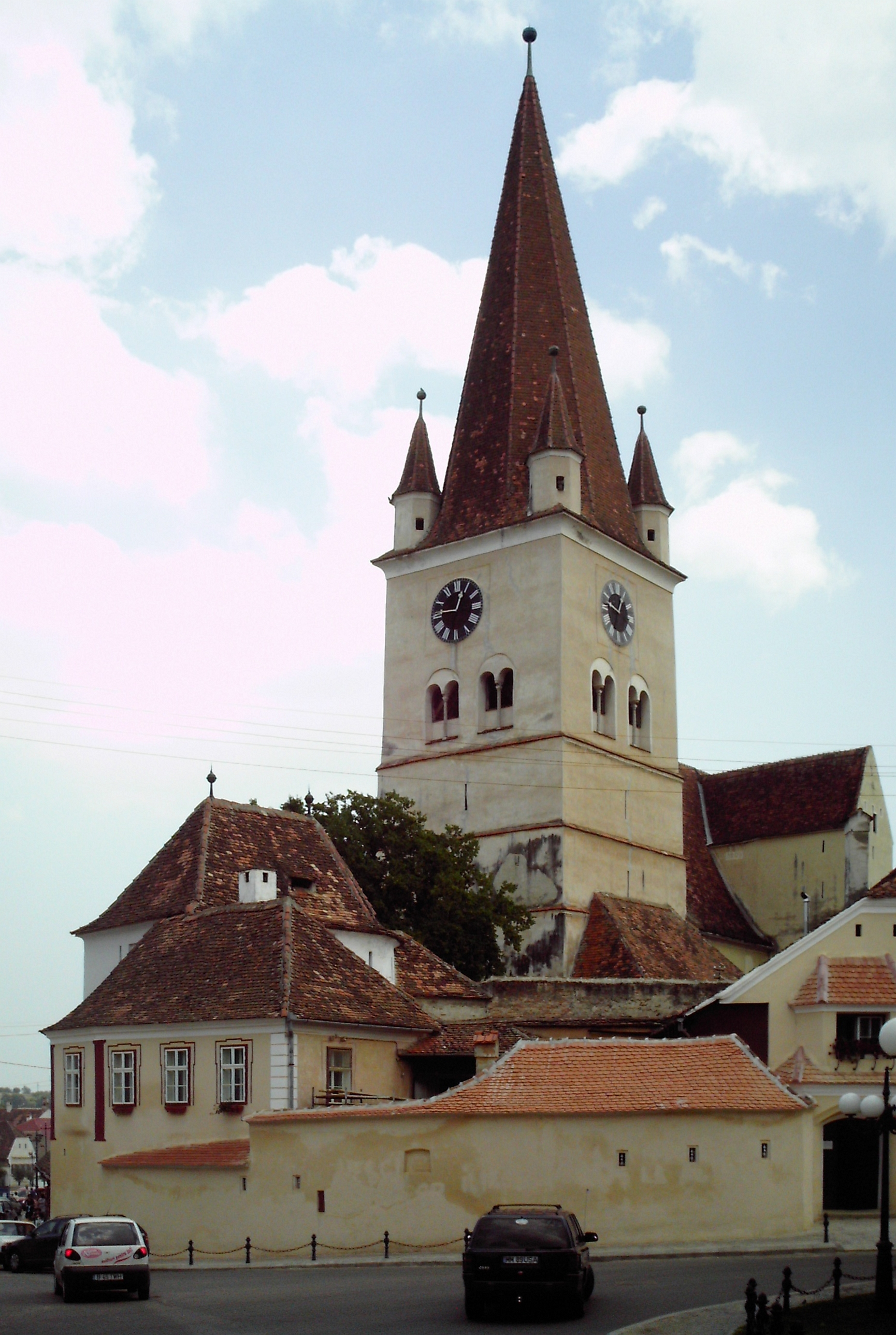
Kościół obronny w Cisnădie

Cisnădie (niem. Heltau, saskie Hielt, węg. Nagydisznód), miasto w Rumunii; w okręgu Sybin; w Siedmiogrodzie.
Miejscowość pierwszy raz wzmiankowana w 1204 pod nazwą Rivetel. Od XII w. zasiedlona przez Sasów siedmiogrodzkich. Rozkwit miasta był przerywany kolejnymi zniszczeniami podczas licznych najazdów - tatarskich (m.in. w 1241), a potem tureckich. Po II wojnie światowej większość ludności niemieckiej wyemigrowała do Niemiec.
W Cisnădie znajduje się romański kościół pod wezwaniem św. Walburgi. Zbudowany został na przełomie XII i XIII w. w formie romańskiej bazyliki. W XV w., w obliczu najazdów tureckich, obwiedziono go podwójną linią murów obronnych z wieżami, a także dobudowano ponad prezbiterium i skrzydłami transeptu dodatkowe obronne piętra. Także nad fasadą zachodnią wzniesiono potężną wieżę. W tym okresie również nadano świątyni pewne cechy gotyckie. Ołtarz kościoła ma stanowić fragment oryginalnego tryptyku pochodzącego z warsztatu Wita Stwosza.